# Burghaun
Burghaun is een marktgemeente in de Duitse deelstaat Hessen, en maakt deel uit van de Landkreis Fulda.
Burghaun telt 6.350 inwoners.

## Plaatsen in de gemeente Burghaun
- Burghaun
- Großenmoor
- Gruben
- Hechelmannskirchen
- Hünhan
- Klausmarbach
- Langenschwarz
- Rothenkirchen
- Mahlertshof
- Schlotzau
- Steinbach

Bad Salzschlirf ·
Burghaun ·
Dipperz ·
Ebersburg ·
Ehrenberg (Rhön) ·
Eichenzell ·
Eiterfeld ·
Flieden ·
Fulda ·
Gersfeld (Rhön) ·
Großenlüder ·
Hilders ·
Hofbieber ·
Hosenfeld ·
Hünfeld ·
Kalbach ·
Künzell ·
Neuhof ·
Nüsttal ·
Petersberg ·
Poppenhausen ·
Rasdorf ·
Tann